# Paweł Tendera
Paweł Tendera (ur. 1912, zm. 1994) – polski ekonomista, prof. zw.

## Życiorys
Otrzymał tytuł profesora zwyczajnego nauk ekonomicznych. Pracował w Akademii Ekonomicznej im. Karola Adamieckiego w Katowicach. Był wiceprezesem zarządu katowickiego oddziału SKwP.

## Odznaczenia i wyróżnienia
- 1936: Honorowy Obywatel Skoczowa[3]
- Odznaka „Zasłużony Nauczyciel PRL"[1]
- Złota odznaka „Zasłużony w rozwoju Stowarzyszenia Księgowych w Polsce”[1]
- Medal 10-lecia Polski Ludowej[4]
- Srebrny Krzyż Zasługi[5]
- Krzyż Komandorski Orderu Odrodzenia Polski[1]
- Krzyż Kawalerski Orderu Odrodzenia Polski[1]